# 台灣愛滋病情況
台灣於1984年12月发现首例艾滋病个案。1990年中華民國政府公佈後天免疫缺乏症候群防治條例，2007年修正法令名稱人類免疫缺乏病毒傳染防治及感染者權益保障條例，是防治愛滋病以及感染者權益保障的主要法律。截至2022年5月，中華民國國內感染HIV者，本國籍有42,718人，外國籍有1,492人，總計44,210人。

## 疫情

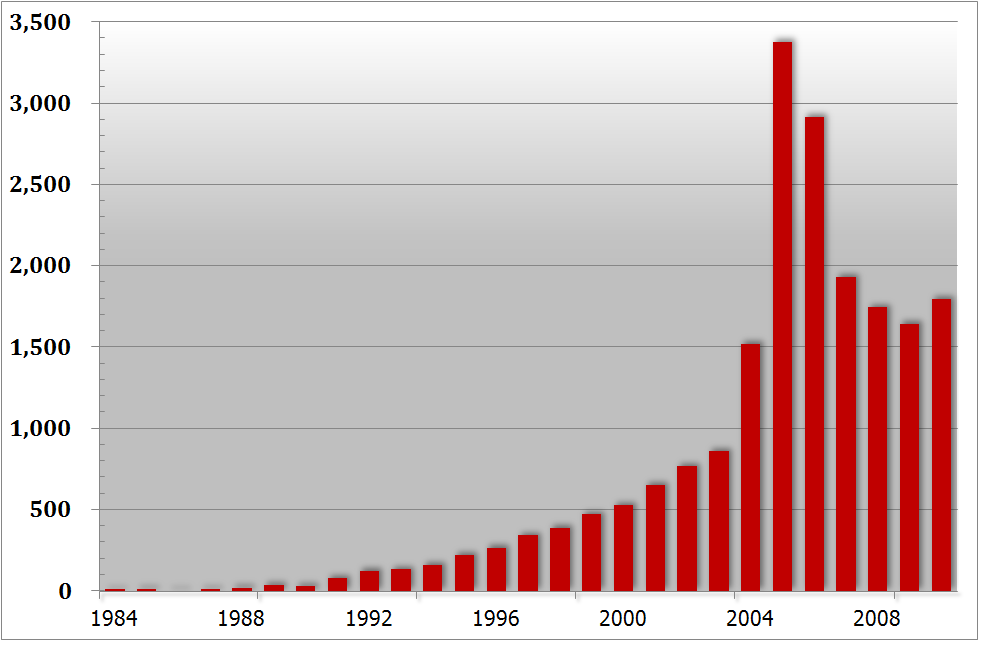
台灣愛滋感染人數逐年統計(至2010年)

台灣在1984年12月首次发现艾滋病个案，在一名外籍过境旅客验出，由後被譽為「臺灣愛滋病之父」的莊哲彥所發現，并在1986年2月底首次发现台湾人感染案例。
依照中华民国衛生福利部疾病管制署到2017年6月的統計，本國愛滋病感染總人數已達34,778人感染。

台灣毒癮者HIV/AIDS案例累積數字

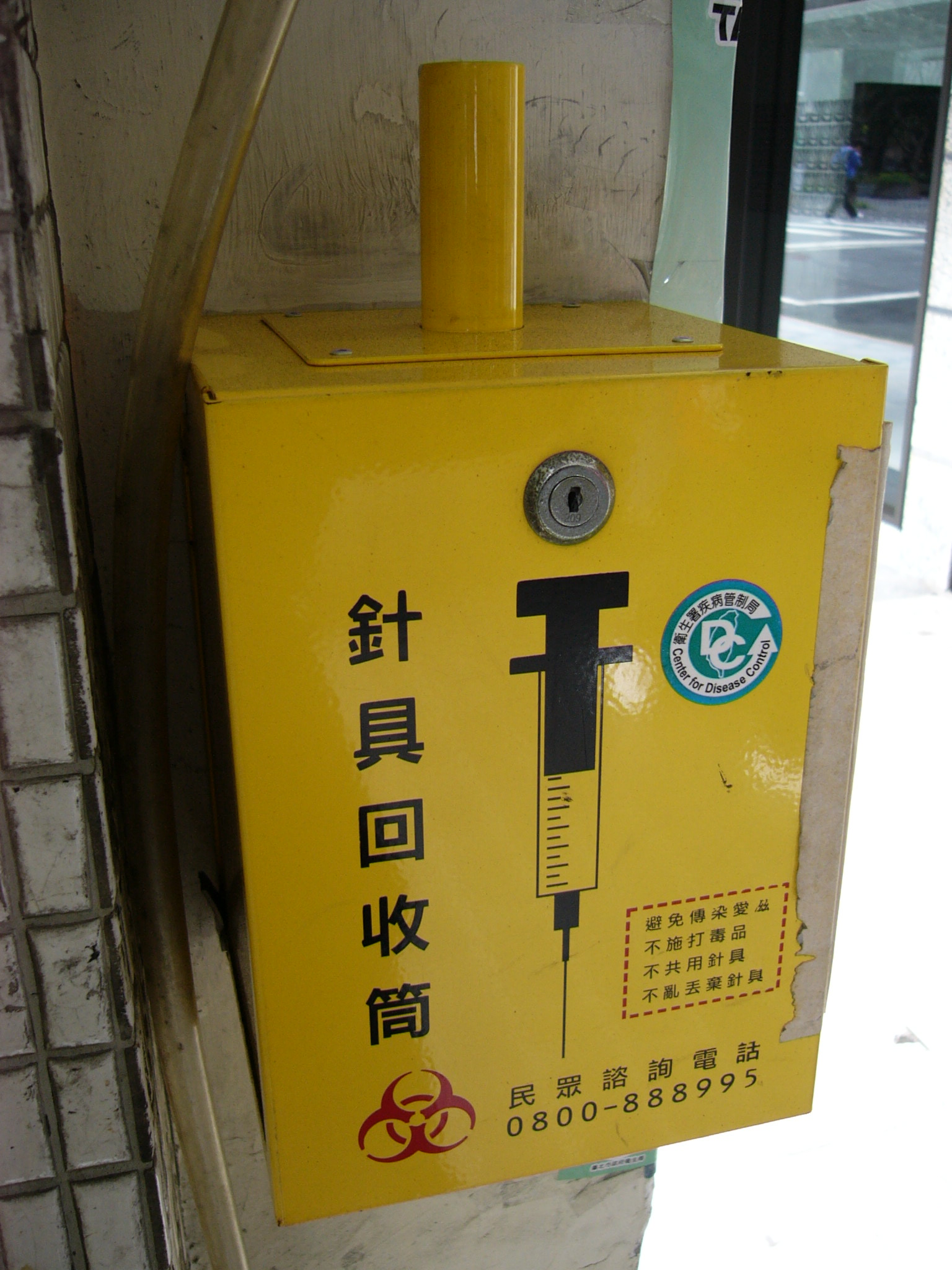
疾病管制局設置的針具回收筒

在減害計畫執行之前，經由共用針具與稀釋液（注射藥癮者）途徑感染愛滋佔總人數的比例為多數，但在政府2005年推動[毒品病患愛滋減害試辦計畫]（減害計畫）後此一危險因子疫情趨勢趨緩。該計畫執行原因，係1984年通報首例以來經由性行為感染的案例一直佔9成，但在2005年新增案例中，毒品病患佔了50%以上，為避免出現愛滋病疫情從毒品病患快速擴散到一般大眾群體的情況，當時的疾病管制局提出「毒品病患愛滋減害試辦計畫」，其中包括擴大既有的宣傳與戒毒網路，以及在台灣新提出的毒品減害計畫〔例如提供安全針具、替代藥品（例如美沙冬）等等，推動後一段時間整體個案趨勢大幅下降〕。
依照中华民国衛生福利部疾病管制署資料顯示：2023年中华民国本國籍愛滋感染新增個案數共計944人，相較2013年2,244例減少1,300例，分析本國籍個案性別分布顯示，截至2024年3月底累積45,471名感染者中，男性43,177(94.95%)人，女性2,294(5.04%)人。
- 2023年本國籍新增感染個案中，男性904(96.27%)人，女性35 (3.72%)人，感染者仍以男性為主，但與2013年相比，男女性別比有縮小現象。
- 本國籍累積感染者中，15–49歲個案佔92.9%；2014年新增個案仍以年輕族群為主，25–34歲979 例(43.8%)最多，其次為15–24歲658例(29.4%)。分析2014年感染個案地區別分布，與2013年相比，除南區及臺北區呈現上升趨勢外(幅度分別為8.3%及2.9%)，其餘各區皆下降。
- 累積感染者中性行為仍是主要危險因子，約佔全體個案74.9%，其次為注射藥癮者(佔23.8%)；在危險因子為性行為之個案中，75.3%為男男間性行為個案。

## 法律
《後天免疫缺乏症候群防治條例》於1990年12月17日公佈，歷經多次修正的愛滋病防治條例。第一條為「為防止後天免疫缺乏症候群之感染、蔓延及維護國民健康，特制定本條例；本條例未規定者，適用其他法律之規定。」其中規定中央主管機關為衛生署，地方主管機關為縣市政府。
2015年立法院針對「人類免疫缺乏病毒傳染防治及感染者權益保障條例」部分條文修正，使臺灣愛滋防治政策與國際接軌，外籍感染者不會再因愛滋被拒於境外，可享有平等的居留權，同時愛滋用藥回歸健保給付後，除能讓感染者獲得同等的醫療照護與保障，也能避免因為經濟壓力及其他因素而延遲或不願就醫，本次修法同時提供感染者更多權利保障的規範。

## 醫療
中华民国籍的愛滋病感染者及病患在台灣可享受免費的醫療服務，由國家負擔相關醫療費用。這些費用本來由全民健保給付。2005年2月，後天免疫缺乏症候群防治條例第7條作了修正，因此2006年1月1日起，愛滋病不再算是全民健康保險重大傷病範圍，檢驗與治療費用另由中央編列預算。
为增加可能罹患HIV的人筛检的意愿，政府在一些医院开办“匿名筛检”。匿名檢查檢查時，不須提供真實的姓名，並且檢查結果只告訴本人，不會告訴第三者，而且不另開立書面報告。
| 單位名稱               | 電話                             | 地址                                 |
| ---------------------- | -------------------------------- | ------------------------------------ |
| 台北市聯合醫院昆明院區 | 02-2370-3739轉1336               | 108台北市萬華區昆明街100號           |
| 台大醫院               | (02)2312-3456轉-82650968-192-151 | 台北市中山南路7號                    |
| 台北榮民總醫院         | (02)2875-1997                    | 台北市石牌路二段201號                |
| 林口長庚               | (03)328-1200轉8151               | 桃園縣龜山鄉復興街5號                |
| 衛生署桃園醫院         | (03)369-9721轉3201               | 桃園市330中山路1492號                |
| 台中榮民總醫院         | (04)2359-2525轉3101              | 台中市台灣大道（台中港路）三段1650號 |
| 中國醫藥大學附設醫院   | (04)22052121轉1934               | 台中市北區育德路2號                  |
| 彰化基督教醫院         | 0983-145043                      | 彰化市南校街135號                    |
| 成大附設醫院           | (06)235-3535轉5360               | 台南市勝利路138號                    |
| 奇美醫院               | (06)281-2811轉53689              | 710 台南市永康區中華路901號          |
| 高醫附設中和紀念醫院   | (07)321 4227                     | 高雄市三民區自由一路100號            |

參考資料：
- 愛滋病匿名篩檢醫院
- 「臺北市立性病防治所」民國94年1月1日-改制為「臺北市立聯合醫院昆明院區」。

另外，中华民国的服役徵兵檢查也包括愛滋病篩檢，並且會針對「高危險行為者」抽血檢查。 （页面存档备份，存于）

### 2009年全民愛滋篩檢政策及其爭議
由於台灣青壯年人口愛滋篩檢率偏低，導致延遲治療，故衛生署疾病管制局推動全民愛滋病毒免費篩檢計畫，配合世界愛滋日辦理為期一周（2009/11/27-12/4）的全民篩檢與相關衛教諮詢，全國總計設置727處篩檢場所。以20到55歲為主要篩檢對象，透過抽血及驗尿以進行愛滋、梅毒、淋菌及披衣菌的篩檢，並進行為期一個月的宣導活動。
此政策引起相關社會團體的批評，並指出全民篩檢政策「重篩檢輕衛教，不利愛滋防治」。
2009年11月28日，台灣同志諮詢熱線針對全民愛滋篩檢政策之下，許多基層衛生人員礙於業績與抽血管數壓力的影響，篩檢服務沒有提供愛滋基本知識、自我風險評估等篩檢前諮詢，可能有違反《人類免疫缺乏病毒傳染防治及感染者權益保障條例》第15條第4項規定：「……應經當事人同意及諮詢程序，使得抽取當事人血液進行人類免疫缺乏病毒檢查」的疑慮，要求拜會疾管局郭旭崧局長。
2009年11月30日民間愛滋防治團體及同志團體共同連署提出呼籲疾病管制局應檢討全民篩檢政策，主要訴求有：一、「全民認識愛滋」才是防治根本，僅篩檢無法有效的預防。全民愛滋教育應以「性行為方式不安全就是高危險群」取代「性身分才是高危險群思維」，以改善社會大眾對愛滋防治的忽視；二、篩檢應落實「篩檢前諮詢」，而非以數量評估成效，禁止以高價贈品利誘篩檢扭曲篩檢原意；三、尊重受篩者自主權及隱私權，並提供「篩檢後諮詢」等後續照護。在台灣同志諮詢熱線、愛滋感染者權益促進會、台灣露德協會拜會了疾病管制局之後，便發布記者會針對與疾病管制局的對談提出呼籲與批評。疾病管制局認為即使篩檢做得再怎麼不好，還是要大量篩檢，以找出已經感染的民眾，做好愛滋防治，並以「國家整體防治預算有限」解釋「無法做到符合品質的篩檢」。對此同志諮詢熱線常務理事喀飛提出質疑：不擇手段的篩檢對受篩者權益不尊重，看不出有何防治成效；疾病管制局以國家預算有限作為藉口，卻又認為大量篩檢可以及早治療患者，其中經費從何而來，說法顯然自相矛盾。愛滋感染者權益促進會秘書長林宜慧指出，愛滋篩社會大眾對愛滋的認識不足且錯誤造成的歧視問題，是造成篩檢率過低的原因，篩檢若能提供正確知識與諮詢，的確應大力推廣。但目前為提升篩檢率而犧牲諮詢提供，將使得感染者受篩後還是缺乏支持，無法根本解決愛滋防治的問題。台灣露德協會秘書長根據露德協會在實務工作中的發現指出，仍有數個現況需要加強：愛滋指定醫院及醫療資源不足、愛滋基本權益如隱私權、長期照護資源等有待改進。對此疾病管制局局長郭旭崧回應，希望民眾多多利用免費篩檢管道，不過贈品和強迫衛教的手法粗糙，是有待改進。

### 捐血
在1993年7月发现因输血而感染的病例，原因是空窗期无法验出HIV病毒，因此同年的11月起，捐血者的血液报告不再告知是否感染HIV病毒，以免被人以捐血来检验。於1988年起规定捐血者所捐血液要经过检验确定无病毒後才可使用。
目前規定，感染愛滋病，吸毒，曾長期使用血液製劑，性工作者以及有男性間性行為者，永不得捐血。2018年，衛福部開會決議將「5年內曾有男男性行為者」、曾吸毒者的捐血規定放寬為「暫緩捐血6個月」，3月預告這項修法，原本預計6月至8月間上路，引發民間團體抨擊，擔心血品安全受影響。衛福部食品藥物管理署於7月20日透過新聞稿滅火，強調目前仍在預告階段，新規定並未開始實施。食藥署副組長祁若鳳受訪時表示，由於預告期間收到不少正反意見，因此食藥署決定再找不同的意見團體開會討論，等達成共識以後再次進行預告，目前則是維持現狀，男男間性行為者維持終生不得捐血規定。。

## 民間團體
- 台灣愛滋關懷協會（網站 （页面存档备份，存于））
- 愛滋感染者權益促進會（網站（页面存档备份，存于））
- 社團法人台灣愛之希望協會（網站 （页面存档备份，存于））
- 台灣紅絲帶基金會（網站 （页面存档备份，存于））
- 台灣同志諮詢熱線協會（網站 （页面存档备份，存于））
- 社團法人台灣露德協會（網站 （页面存档备份，存于））
- 心之谷 （页面存档备份，存于） （由臺大醫院感染科主治醫師、現任疾病管制署副署長羅一鈞主理）
- 臺灣感染誌協會 （页面存档备份，存于）

## 外部連結
- 疾病管制局-全球資訊網首頁*（页面存档备份，存于）
- 衛生福利部疾病管制署一般民眾版 （页面存档备份，存于）